# Basehead
Basehead, também conhecido como dc Basehead e Basehead 2.0, é uma banda de hip hop alternativo norte-americana, formada por Michael Ivey em 1992.
Ivey é o escritor das letras, vocalista e toca diversos instrumentos. O disco de estreia em 1992, Play with Toys, foi gravado em casa de Ivey com diversos músicos. Ivey formou uma banda para concertos ao vivo, que contribuíram para o segundo álbum da banda, Not in Kansas Anymore. A banda atualmente conta com Ivey, o baterista Aaron Burroughs e o baixista Brendan Ciotta.
A banda recebeu atenção pelo seu som e letras distintas. O som da banda incorpora elementos de diversos géneros, desde os blues, funk, hip hop e rock. As letras de Play with Toys e Not in Kansas Anymore focam-se em temas como o álcool, uso de cannabis, depressão, filosofia, política e relacionamentos. No começo em 1996 com a edição de Faith, as letras da banda eram quase exclusivamente focadas no tema do cristianismo, que seria utilizado nos álbuns In The Name of Jesus, dc Basehead e Rockalyptic Music.

## História
Basehead edita o seu álbum de estreia, Play with Toys em 1992 sob o selo de uma pequena editora independente, a Emigre. O vocalista Michael Ivey gravou muitas das faixas do álbum em sua casa juntamente com diversos amigos. O disco recebeu diversas críticas favoráveis e tocava frequentemente nas rádios das universidades. Kevin Powell, da revista Rolling Stone escreveu que:
| “ | Without being preachy, Basehead's unconventional style challenges listeners to get beyond their basic instincts and open their minds, search their souls. | ” |

Assegurando cinco membros para uma torné, a banda fez diversos concertos nos Estados Unidos e na Europa, abrindo espectáculos para bandas como Beastie Boys, Stone Temple Pilots e Ween. Após o jornal College Music Journal colocar a banda na sua capa, o grupo recebeu uma atenção especial por parte das maiores empresas discográficas, tendo mesmo assinado um contrato com a Imago Records, uma antiga subsidiária da BMG, no ano seguinte, editam o segundo álbum de estúdio, Not in Kansas Anymore. Stephen Thomas Erlewine escreveu que:
| “ | Although it retains many of the same qualities of their critically-acclaimed debut [...] there's nothing that has the same sense of discovery that made Play with Toys an interesting record. | ” |

Em Abril de 1994, Basehead gravou o seu terceiro álbum de estúdio, Faith, que continha os mesmos elementos dos álbuns anteriores, mas as letras eram mais focadas no tema da religião. Durante este período, Ivey também formou um projecto paralelo, Bastard Youth of Basehead, também conhecido como B.Y.O.B., e fundou ainda a I3Records, uma gravadora focada na música alternativa, divulgada e produzida por músicos afro-americanos 
Em Dezembro de 1994, a Imago separou-se da BMG, e o disco Faith só foi editado dois anos depois. Os problemas relacionados com o lançamento eram devido ao cancelamento da torné planeada em conjunto com Basehead e B.Y.O.B. Apesar disso, alguns membros da banda acharam que não tinham sido compensados económicamente de forma satisfatória pelo seu trabalho, e além disso Ivey declarou que ele ficou com uma mais pequena percentagem da escrita das letras, do que estava inicialmente estipulado.
Em 1998, Basehead lançou o quarto álbum de estúdio, In The Name of Jesus sob o selo da Union of Vineyard Workers. Andrew Hamlin do Allmusic, escreveu:
| “ | Lyrically it's a solitary, rotting cabbage leaf. | ” |

A banda mudou o seu nome para dc Basehead, lançando o seu álbum homónimo a 19 de Novembro de 2002. Hamlin escreveu:
| “ | One or two tracks jut on past their vocal portions like soundtrack music to a movie listeners can't see (or are meant to create with their own eyes), but on the whole the mastermind's unique combination of the whisper and the guttural, his effective use of subtly shifting patterns inside a repeating framework, and his talented co-conspirators lift DC into distinction. | ” |

Novamente com o nome mudado para Basehead 2.0, a banda edita o seu sexto álbum de estúdio, Rockalyptic Music em 2007. Basehead ganhou todos os direitos sobre todos os seus álbuns editados.

## Música e letras
O estilo musical da banda, que inclui elementos de blues, funk,  hip hop, pop, psicadélica, reggae, rock e R&B, é muita vez rotulado como hip hop alternativo e rock alternativo. David Jeffries descreveu o álbum Play with Toys como "rap preguiçoso". De acordo com Michael Ivey, "Existem elementos de hip hop, mas se os fãs de hardcore hip hop o comprarem, são capazes de ficar desapontados." Ivey também declarou que, a música da banda não possui as misturas e sons esperados. Os temas de Play with Toys e Not in Kansas Anymore focam-se em diversos temas, dos quais destacam-se o álcool e uso de marijuana, depressão, filosofia, política, racismo e relacionamentos acabados.  Francis Davis escreveu que as letras de Ivey subvertem as convenções quer do rock e do gangsta rap."
Os discos de Basehead e os concertos, contam com instrumnetos ao vivo, o que difere dos restantes grupos do mesmo género, que utilizam as misturas. Os álbuns da banda, vocais, e instrumentos são alterados com técnicas de estúdio. De acordo com o antigo DJ da banda, Clarence "Citizen Cope" Greenwood, sobre Ivey, diz que "Ele faz sons, ele é um instrumento por ele próprio. É capaz de escavar certas palavras e torná-las especiais".
Em 1994, as letras da banda mudaram para temas cristãos, começando em Faith. Andrew Hamlin descreve as letras de Faith como tendo "apanhado Ivey numa meia-capitulação. Ele queria Jesus na sua vida, mas também a sua cerveja, a sua erva, a sua televisão e a sua luxúria." Durante o lançamento de Faith, Ivey declarou que o próximo álbum da banda, In The Name of Jesus, teria ainda mais letras orientadas para o cristianismo do que o anterior. Em relação às letras de In The Name of Jesus, Hamlin escreveu:
| “ | Chanting praises leaves the Basehead mastermind without his characteristic wit, and he lacks the energetic exhortations that often lift gospel performers above sameness in material. | ” |

 Acrescenta ainda que as letras de dc Basehead, eram "miles in some direction or other from any stereotyped Christian rock bin."
Durante uma actuação em que a banda recebeu um pedido de material do início da sua actividade, Ivey declarou que “Estou a ainda a trabalhar nisso – como seguir Deus e ainda dar-lhes a antiga merda", referindo-se às novas músicas como “as novas, renovadas, material de louvor a Deus.” Numa entrevista de 1998, Ivey declarou:
| “ | I'm kind of wary of the Church. I know there's this whole Christian music market, but I don't think, theology-wise, I'm in agreement with a whole lot of Christians. [...] In fact, I don't know whether I like even being called a Christian. | ” |

## Membros
Atuais
- Michael Ivey - guitarra, vocal[4]
- Aaron Burroughs - bateria[4]
- Brendan Ciotta - baixo[4]

Antigos
- Bill Conway - baixo[6]
- Keith "Lazy K" Lofton - guitarra[6]
- Clarence "Citizen Cope" Greenwood - DJ[6]
- Brian Hendrix - bateria[11]
- Jay Nichols - bateria[6]

## Discografia
- Play with Toys (1992)
- Not in Kansas Anymore (1993)
- Faith (1996)
- In The Name of Jesus (1998)
- dc Basehead (2002)
- Rockalyptic Music (2007)